# Вестрон (мова)
Вестрон (англ. Westron) або Всезагальна мова (Common Speech) — у легендаріумі Толкіна найрозповсюдженіша мова Середзем'я Третьої Епохи. Мовою Вестрон розмовляли більшість людських народів, а також гобіти, орки, тролі, гігантські орли Імлистих гір, гігантські павуки Морок-лісу та багато інших рас. У розмові з чужинцями вестроном користувались рогірими, гноми та ельфи. Мовою вестрон написана Багряна книга — основна розповідь про мандрівку Більбо та події Війни Персня.

## Історія
Предки нуменорців — три народи аданів або едайн (народ Беора, народ Гадора, та народ Галет) говорили різними діалектами мови таліска, що сформувалась під впливом наріччя аварів та мови гномів. Діставшись до Белеріанду вони вивчили також мову сірих ельфів синдарин (народ Беора перейшов на неї повністю, а народ Гадора широко використовував, але своєї мови не забув).
Після Війни Гніву, коли адани переселились на острів Нуменор, під впливом ельфійських мов таліска трансформувалась у мову адунаїк. Мовою адунаїк нуменорці користувались на рівні з ельфійськими до часів короля Ар-Адунахора, що заборонив ужиток ельфійських мов.
При зустрічі з людськими народами західного узбережжя (особливо у гирлі Андуїну), нуменорці виявили, що мешканці узбережь говорять схожими на їхню мову наріччями. Із суміші цих мов з нуменорською і сформувався вестрон.
Після падіння Нуменору Еленділ привів вцілілих ельфодрузів на Північний Захід Середзем'я. Там жили люди що мали нуменорське походження, але з них мало хто знав ельфійські мови. З самого початку дунедайн було набагато менше ніж менших людей, серед яких вони жили і якими правили, володіючи довгим життям та великою премудрістю. Тому вони й користувались Всезагальною мовою, вдосконаливши її і доповнивши словами і поняттями з ельфійської.

## Народи і вестрон
Структура та особливості мови Толкіним не наводяться майже всі слова, включно з іменами та географічними назвами, перекладаються на англійську, змінюються давньоанглійськими або давньогерманськими аналогами.
У Всезагальній мові існує суттєва різниця між фамільярною та шанобливою формами у займенниках другої (а часто і третьої) особи. Однак у ширському діалекті шаноблива форма звертання — всього лиш трансформована повсякденна мова. Це особливо помітно у розмовах фермерів Західної Четі, коли вони хочуть висловити приязнь та дружнє розташування. Для гондорців це виглядає щонайменше дивно. Наприклад, у перші дні перебування у Мінас — Тіріті Перегрін Тук вживав прийняту в Ширі «фамільярну» форму спілкування до всіх без винятку, в тому числі й до Правителя Денетора. Правителя це забавляло, а ось слуг дуже дивувало. Видно, саме природна фамільярність гобітів змушувала гондорців ставитись до Перегріна, як до знатного вельможі.
Ельдари вправні в риториці, володіли всіма можливими стильовими формами, але надавали перевагу давньому діалекту вестрону. Гондорці також користувались високими формами вестрона, однак з більш поширеними гортанними звуками.
Орки й тролі користувались спрощеними та грубими формами мови, більш схожими на говірку кокні Іст-Енду.

## Окремі слова з вестрону
Деякі слова з вестрону можна зустріти у додатках до «Володаря Перснів». Так, назва Морок-Лісу Таур-е-Ндаеделос («Ліс Великого Жаху»), Барандуїну — Брендівинна (спотворена вимова ельфійської назви), Рівендолу — Карнінгул, Ширу — Суза та Сузат.
Імена головних героїв роману: Фродо Торбина — Маура Лабінг, Семвайза Гемджі — Баназір Гелбасі, Меріадока Брендіцапа — Калібак (веселий, радісний) Брендіцап.
Таркіл — людина з Нуменору (від нього походить слово тарк, яким орки називали гондорців).